# Hans-Walter Berg
Hans-Walter Berg (* 13. November 1931 in Dortmund; † 8. November 2021 in Villingen-Schwenningen)
war ein deutscher Musikwissenschaftler und Musikpädagoge. Er war Gründungsdirektor der Bundesakademie für musikalische Jugendbildung in Trossingen.

## Leben
Berg wurde im Dortmunder Stadtteil Hombruch als Sohn des dortigen Pfarrers Walter Berg geboren. In Freiburg absolvierte ein Lehramtsstudium mit den Fächern Sport (Albert-Ludwigs-Universität Freiburg) und Musik Hochschule für Musik Freiburg. Es folgte 1958 die Promotion an der Universität Freiburg im Fach Musikwissenschaft mit einer Arbeit über Franz Schuberts Variationenwerke.
Nach Abschluss des Referendariates in Freiburg im Jahr 1958 arbeitete Berg am Aufbaugymnasium Dortmund und am Gymnasium Leopoldinum II Detmold. Nebenberuflich leitete das Jugendmusikwerk Detmold und dozierte an der Nordwestdeutschen Musikakademie, der heutigen Hochschule für Musik Detmold. 1970 wurde er als Gründungsdirektor an die Bundesakademie für musikalische Jugendbildung in Trossingen berufen, die er bis zu seiner Pensionierung im Jahr 1996 leitete. Im Anschluss wirkte er von 1995 bis 2003 als Geschäftsführer der Bundesvereinigung Deutscher Orchesterverbände (BDO). Er war Vorsitzender der Internationalen Gesellschaft für musikpädagogische Fortbildung sowie Vizepräsident des Internationalen Musikbundes CISM. Berg war von 2006 bis 2013 Dirigent der Stadtkapelle Schömberg.
Berg war verheiratet mit der Kirchenmusikerin und Musikwissenschaftlerin Karin Berg-Kotterba und ist Vater dreier Kinder, u. a. des Sportlers, Musikers und Juristen Matthias Berg.

## Schaffen
Berg engagierte sich für die Laienmusik, insbesondere für das Blasorchesterwesen. Auf Bergs Initiative gehen Aus- und Fortbildungsprogramme für Amateurmusik in Form von D-, C- und B-Lehrgängen zurück.

## Ehrungen
- 1985 – Verleihung des Professorentitels durch die Stadt Hamburg
- 1996 – Bundesverdienstkreuz am Bande.

## Werke
- Schuberts Variationenwerke, Univ. Diss., Freiburg i. Br. 1958.
- Instrumental- und Chorvereine in Nordrhein–Westfalen. Gegenwart und Zukunftsperspektiven. Trossingen 2010.